# 宇宙浪漫紀行
宇宙浪漫紀行（うちゅうろまんきこう）は、鹿児島県のNPO法人、おおすみ半島コミュニティ放送ネットワーク（おおすみFMネットワーク）を構成する4つのコミュニティFM局（FMかのや・FMきもつき・FM志布志・FMたるみず）が制作・放送しているラジオ番組である。

## 概要
2006年にFMかのや・きもつきの2局ネットで放送開始。パーソナリティは鹿屋市のアマチュア天文家、岩元健二が担当。当初はFMの地上波のみの放送であったが、現在は地上波放送の一週間後にブログでのインターネット配信、iTunesのポッドキャスト配信を実施している。番組のテーマソングは岩元が選曲、編曲した宮沢賢治の「星めぐりの歌」を使用している。

## 放送時間
- 本放送：月曜 20:00 - 20:15（第1・3・5週）
- 再放送：火曜 05:00 - 05:15（第1・3・5週）
- 再々放送：火曜 11:00 - 11:15（第1・3・5週）

## 主な放送内容
番組の内容は天文の雑学的な内容である。大隅半島に密着した宇宙や天文、星座や岩元の興味のある天体現象について説明する他、宇宙食の話、地元の星に関する話題、星の昔話、宮沢賢治の星などについて話している。番組では、宇宙浪漫紀行のブログにて意見を募集している。
当初は曲を最後に流していたが、現在は放送時間14分を使って話している。年一回は特別番組を予定しており、2009年は鹿児島の皆既日食について、2010年は小惑星宇宙探査機「はやぶさ」の特集をした。2011年の特別番組の企画は検討中である。